# Alexander Koch (Architekt)

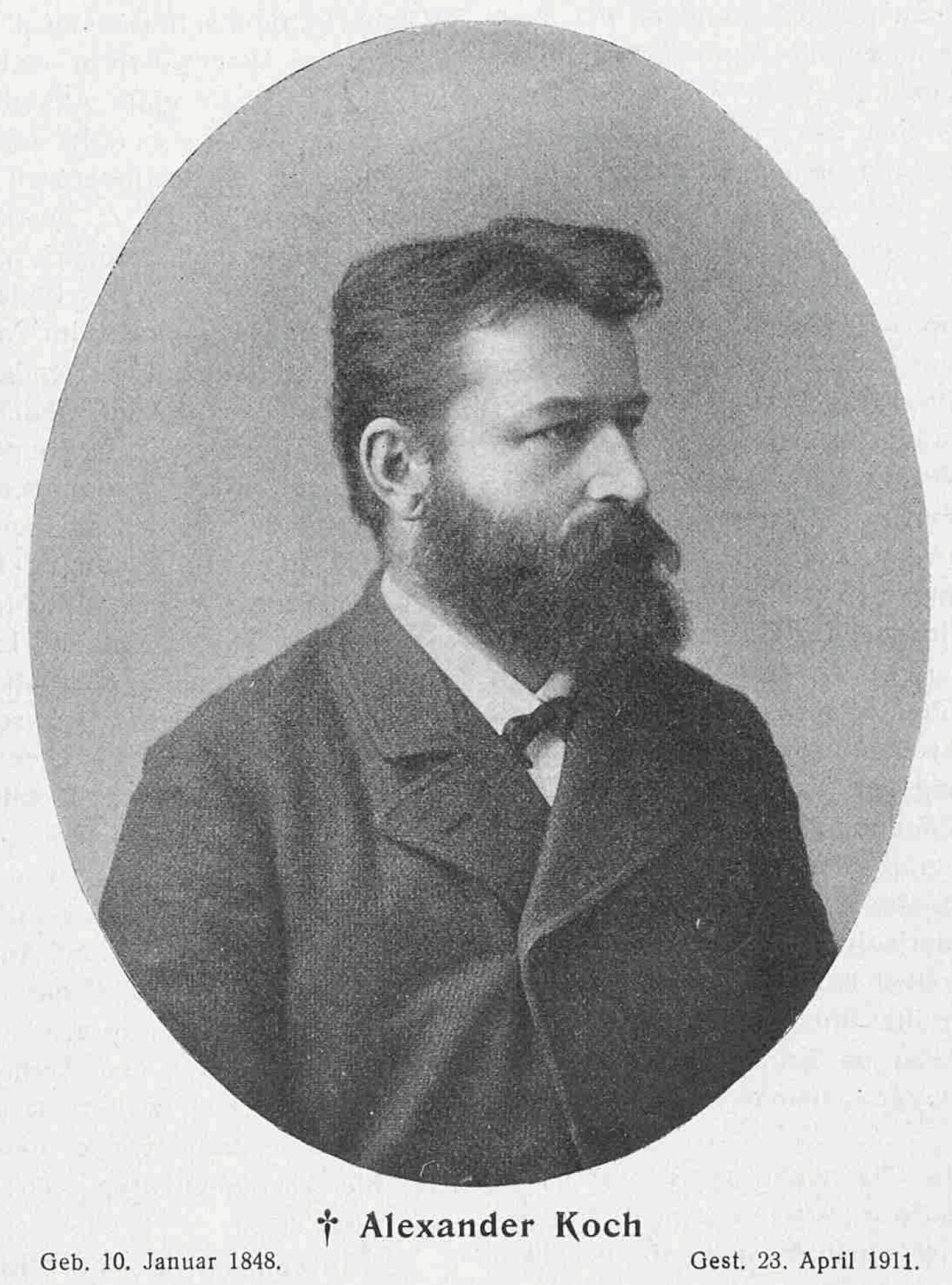
Portrait vor Kochs Übersiedlung 1885

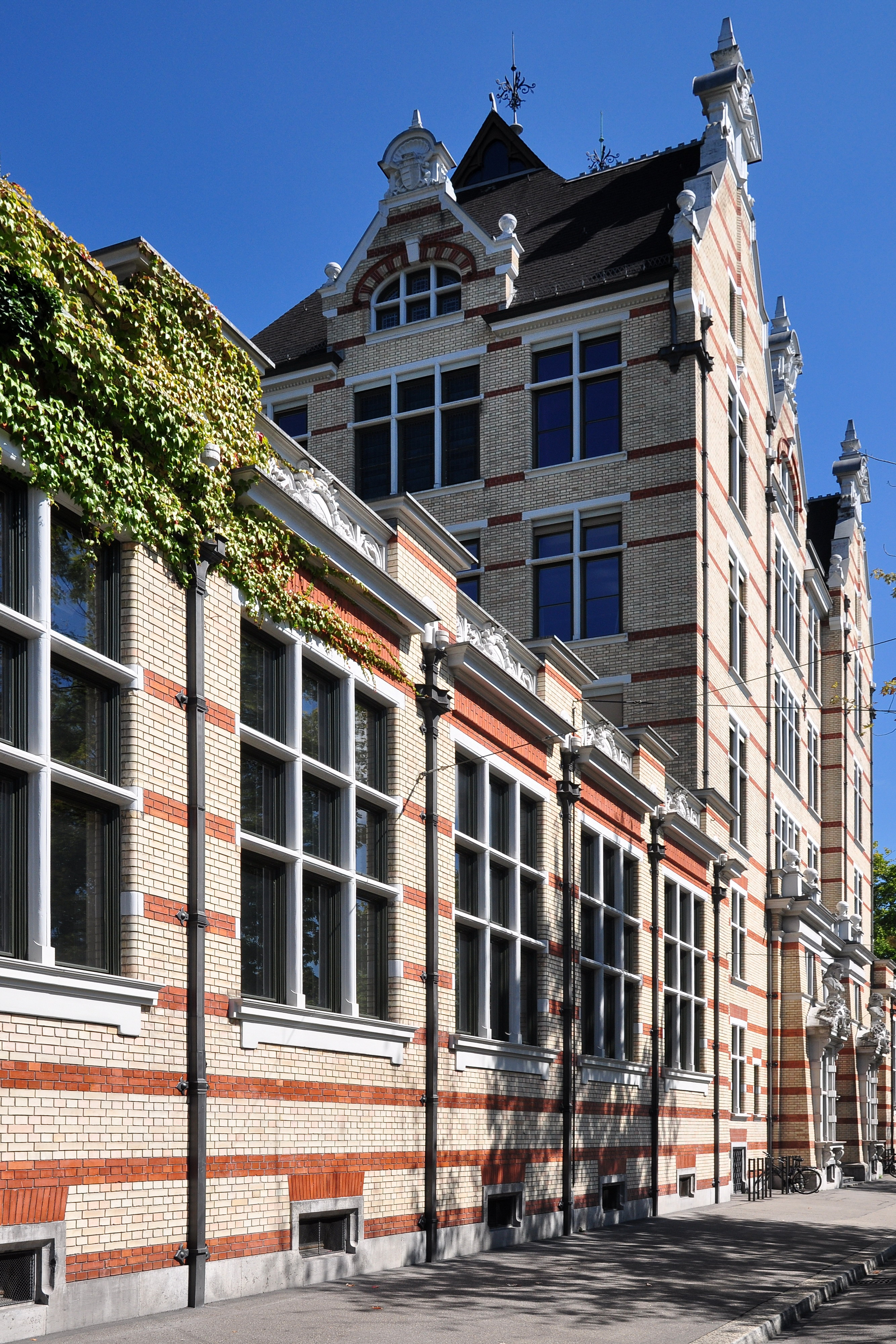
Schulhaus Hirschengraben, 1891–95

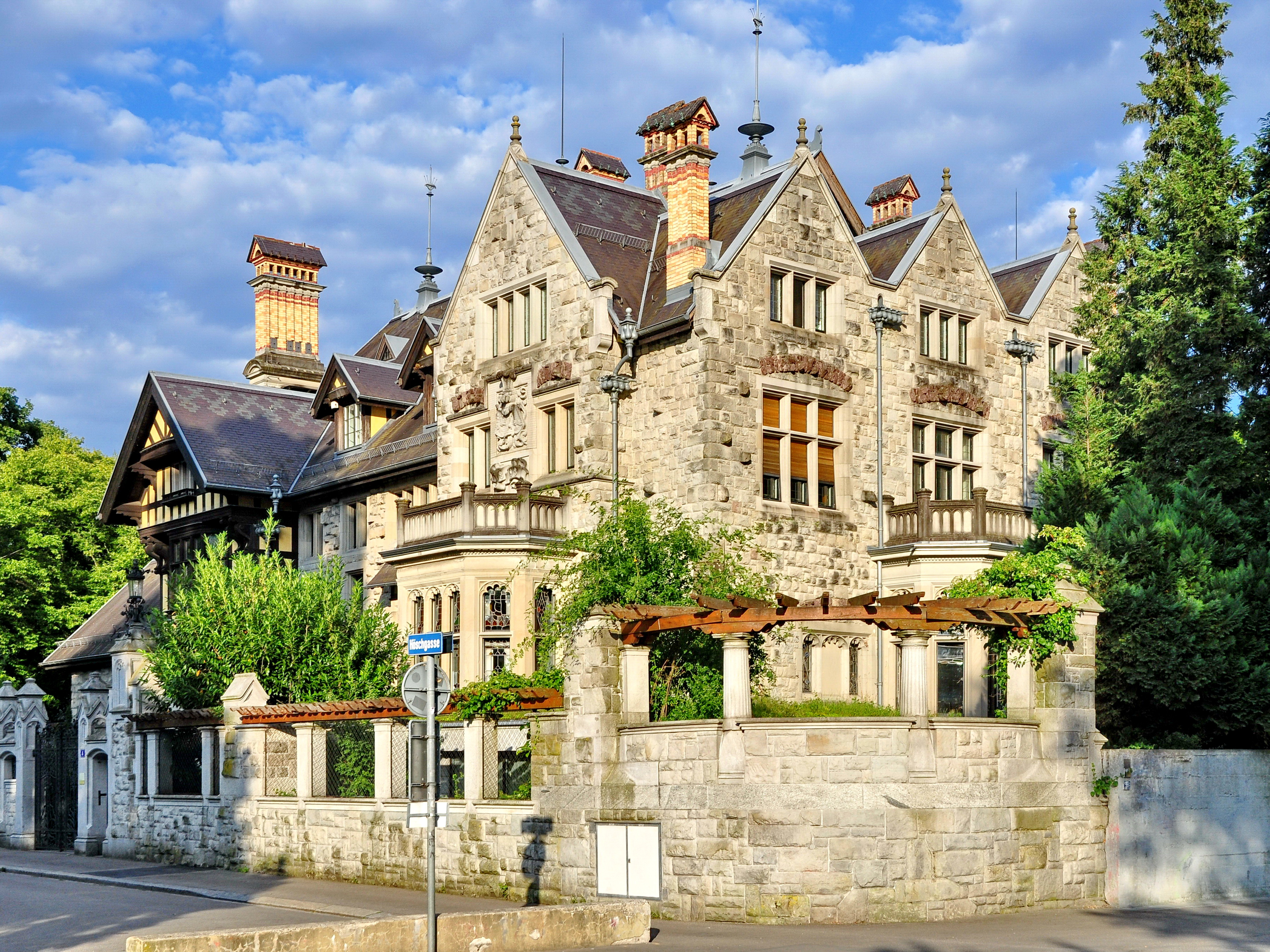
Villa Egli, vormals Rüegg-Honegger, 1897–1902

Alexander Koch (* 10. Januar 1848 in Zürich; † 23. April 1911 in London) war ein Schweizer Architekt.

## Ausbildung und Schweizer Karriere
Koch studierte nach der Matura an der Kantonsschule Frauenfeld ab 1866 am Eidgenössischen Polytechnikum in Zürich bei Gottfried Semper, bei dem er 1869 auch an der Neuen Hofburg Wien mitarbeitete. 1870–71 schloss er seine Studien an der Berliner Bauakademie ab. Bereits im gleichen Jahr gründete er in Zürich ein Büro mit Heinrich Ernst und erhielt vom Handelsverein Baden den Auftrag für die dortige erste Bank. 1873 trieb er die Anlage und Bebauung des Zürcher Englischviertels voran, nach Studium der englischen Wohnverhältnisse. Die Bebauung dieser Privatstrasse mit belgischen Cottages misslang allerdings, der zentrale Teil wurde von Georg Müller bebaut.
Nachdem er 1873–75 zusammen mit Ernst das Linth-Escher-Schulhaus errichten konnte, gewann er 1876 den ersten Bauwettbewerb Frauenfelds für das Spanner-Schulhaus, das er bis 1878 verwirklichen konnte. Sein hervorstechender Entwurfsansatz, die Verwirklichung grösstmöglicher Fensterfläche in den Fassaden, wurde heftig kritisiert, von der Fachzeitschrift Die Eisenbahn aber als mutig gelobt. 1881 gab Koch zusammen mit seinem Bruder Martin erstmals den Schweizerischen Bau- und Ingenieurkalender heraus, das heutige Bauhandbuch. 1885 wanderte Koch nach England aus.

## In London
Zunächst besuchte Koch anderthalb Jahre die Art Training School des South Kensington Museum, 1889 gründete er die Academy Architecture and Architectural Review, die bis 1931 erschien. Erst aus dieser Zeit stammen Kochs wichtige Schweizer Bauten: Das Schulhaus Hirschengraben und die Villa Egli. Koch bediente sich eines späthistoristischen Stilpluralismus, bei dem jede Bauaufgabe in einem bestimmten Baustil ausgeführt wurde, so etwa das Schulhaus Hirschengraben in der englischen Neugotik, das Kunstmuseum Genf in Neorenaissanceformen, der Konzertsaal in Solothurn in einem schweizerischen Lokalstil. Beachtet wurde Koch vor allem als Publizist und Propagandist der englischen Neugotik und des Picturesque. Sein Artikel in der Neujahrsausgabe der Schweizerischen Bauzeitung von 1889 erregte viel Aufsehen.

## Werke (Auswahl)
- Linth-Escher-Schulhaus. Zürich, 1873–75 (mit Heinrich Ernst, abgebrochen 1967)
- Englischviertel. Projekt, Zürich, 1891–95
- Durchbruch der Petersstr. Projekt, Zürich, 1881
- Kunstmuseum. Projekt, Genf, 1886
- Rotes Schloss. Projekt, Zürich, 1891–93 (mit Heinrich Ernst)
- Schulhaus Hirschengraben. Zürich, 1891–95
- Konzertsaal. Projekt, Solothurn, 1896
- Villa Egli. Zürich, 1897–1902
- Universitätsgebäude. Projekt, Kapstadt, 1903
- Friedenspalast. Projekt, Den Haag, 1906
- Schulhaus. Projekt, Schaffhausen, 1910

## Schriften, Herausgeberschaften
- Schweizerischer Bau- und Ingenieurkalender. (ab 1881, ab 1952 Bauhandbuch).
- Academy Architecture and Architectural Review. 1889–1931, 62 Bände.
- Die Ausstellung der königl. Academie in London und die englische Architektur. In: Schweizerische Bauzeitung. Band 14, Heft 1, 1889, S. 1–5. (Digitalisat in E-Periodica).